# 다카마쓰역 (도쿄도)
다카마쓰역(일본어: 高松駅, たかまつえき 타카마쓰에키[*])은 일본 도쿄도 다치카와시에 있는 다마 도시 모노레일 다마 도시 모노레일 선의 역이다.
개통 전 가칭은, 신타카마쓰역이었다.

## 역 구조
상대식 승강장 2면 2선의 고가역이다. 노선 표준 디자인의 역사에서 다치히 역 방향에는 차량기지로 분기된다. 다치카와키타 역 시,종착하는 열차는 회송으로 당역을 통과한 후에 차량기지로 입출고 된다.

### 승강장
| 1 | 다마 도시 모노레일 선 | 다마가와조스이・가미키타다이 방면          |
| 2 | 다마 도시 모노레일 선 | 다치카와키타・다카하타후도・다마 센터 방면 |

2009년, 도쿄 지방・가정 법원 다치카와 지부와 국문학 연구 자료관・국립 극지 연구소가 본 역 부근으로 이전되었다. 이에 맞추어, 동년 6월에 다이아 개정으로부터 다치카와키타 시,종착하는 열차의 일부가 당역 시,종착으로 연장되었다.

## 역 주변
- 다마 도시 모노레일 본사・운영기지(차량기지)
- 국립 국어 연구소
- 국문학 연구 자료관・통계 수리 연구소・국립 극지 연구소
- 다치카와 시청
- 도쿄 지방 법원 타치카와 지부・도쿄 가정 법원 다치카와 지부・다치카와 간이 재판소 합동청사
  - 다치카와 검찰 심사회
- 다치카와 제2 법무 종합청사
  - 도쿄 지방 검찰청 다치카와 지부
  - 다치카와 구 검찰청
  - 도쿄 보호 관찰소 다치카와 지부
- 국영 쇼와 기념공원
- 다치카와 광역 방재기지
  - 다치카와 방재 합동청사
    - 내각부 재해 대책 본부 예비 시설
    - 국토교통성 고부 영선 사무소

  - 육상자위대 다치카와 주둔지
    - 다치카와 비행장

  - 해상보안청 해상 보안 시험 연구센터
  - 도쿄 도립 다치카와 지역 방재 센터
  - 경시청 다마 종합청사
    - 제8 방면 본부

  - 다치카와 경찰서
  - 도쿄 소방청 다치카와 방재 시설
    - 제8 소방 방면 본부
    - 다치카와 소방서
    - 다치카와 도민 방재 교육 센터(다치카와 방재관)

  - 독립행정법인 국립병원기구 재해 의료 센터
  - 일본 적십자사 도쿄 도 지부 도쿄 도 적십자 혈액원 다치카와 사업소
- 도쿄 도 수도국 다마 수도 다치카와 청사
  - 다마 수도 개혁 추진 본부
- 도쿄 전력 다치카와 지사
- 다치히 홀딩스 미나미 지구・다카마쓰 지구
- IKEA 다치카와

## 역사
- 1998년 11월 27일: 영업 개시.
- 2009년 6월 1일: 당역 시,종착 열차 설정(평일 열차 운행표만).

## 인접역
| 다마 도시 모노레일 다마 도시 모노레일 선 | 다마 도시 모노레일 다마 도시 모노레일 선 | 다마 도시 모노레일 다마 도시 모노레일 선 |
| ---------------------------------------- | ---------------------------------------- | ---------------------------------------- |
| 다치히 가미키타다이 방면                 |                                          | 다치카와키타 다마 센터 방면              |